# Повалишин, Фёдор Фёдорович (контр-адмирал)
Фёдор Фёдорович Повалишин (07.09.1831 — 10.02.1899) — контр-адмирал Российского императорского флота, участник Обороны Севастополя 1854—1855.

## Семья
Фёдор Фёдорович из знаменитого рода потомственных дворян Рязанской губернии Повалишиных.
Фёдор Фёдорович родился в городе Зарайск 7 сентября 1831 года в семье кавалера ордена Святого Георгия 4 степени капитана 2-го ранга в отставке Фёдора Никитича (1785—?) и Натальи Николаевны. Крещён того же числа в Ильинской церкви Зарайска. Восприемниками стали поручик Николай Васильевич Щепотьев и поручица Татьяна Никитична Чуфаровская.
Братья и сестра:
- Николай (1830 — 1899) — контр-адмирал, кавалер ордена Святого Георгия 4 степени, участник Обороны Севастополя 1854—1855.
- Иван (1833 — 1912) — вице-адмирал, участник Крымской войны и польской кампании 1863—1864 годов, уездный предводитель дворянства
- Авдотья (1837—?)

Дочь: Анна.

## Служба
- 1830 выпущен из Морского кадетского корпуса в мичманы.
- 1848 гардемарин на Балтфлоте.
- 13.09.1854 — 27.08.1855 в гарнизоне защитников Севастополя. На пароходе «Крым» в Черном море.
- 1862 в чине лейтенанта назначен старшим офицером на клипер «Всадник» под командованием капитан-лейтенанта Михаила Бирилёва.
- командовал монитором «Латник».
- 25.01.1871 года приказом № 889 капитан-лейтенант Ф. Ф. Повалишин был назначен командиром клипера «Абрек», но уже 10 июня этого же года отчислен от должности.
- 1876 смотритель Кронштадтского Морского госпиталя.
- 1886 произведён в чин контр-адмирала. В распоряжении главного командира Кронштадского порта.
- службу закончил в 7-м Флотском экипаже.

Фёдор Фёдорович скончался 10 февраля 1899 года. Похоронен 13 февраля на Смоленском православном кладбище после отпевания в церкви Святой Троицы 

## Награды
- Орден Святой Анны 1-й степени;
- Орден Святого Станислава 1-й степени;
- Орден Святого Станислава 2-й степени с мечами;
- Орден Святого Станислава 2-й степени с императорской короной;
- Орден Святой Анны 2-й степени;
- Орден Святой Анны 3-й степени с мечами (1854);
- Орден Святой Анны 4-й степени с надписью «за храбрость» (после штурма 6.07.1855);
- Орден Святого Станислава 3-й степени с мечами (1856);
- Орден Святого Владимира 4-й степени с бантом (1864);
- Медаль «За защиту Севастополя»
- Бронзовая медаль на Андреевской ленте в память Крымской войны 1853-1856 гг.